# Championnats d'Europe de gymnastique artistique masculine 1998
Navigation
Édition précédente Édition suivante
Le 23e championnat d'Europe de gymnastique artistique masculine s'est déroulé à Saint-Pétersbourg en Russie du 23 au 26 avril 1998.

## Résultats

### Concours général par équipe
| Rang               | Pays | Gymnastes                                                                     | Total   |
| ------------------ | ---- | ----------------------------------------------------------------------------- | ------- |
| Médaille d'or      | FRA  | Thierry Aymes Éric Casimir Samuel Dumont Dmitri Karbanenko Éric Poujade       | 164.823 |
| Médaille d'argent  | RUS  | Aleksey Nemov Aleksey Bondarenko Dmitri Lvov Maksim Aleshin Nikolay Kryukov   | 164.809 |
| Médaille de bronze | GER  | Valeri Belenki Sergei Kharkov Jan-Peter Nikiferow Daniel Farago Dimitri Nonin | 164.033 |

### Concours général individuel
| Rang               | Gymnaste                 | Sol   | Cheval d'arçon | Anneaux | Saut  | Barres parallèles | Barre fixe | Total  |
| ------------------ | ------------------------ | ----- | -------------- | ------- | ----- | ----------------- | ---------- | ------ |
| Médaille d'or      | Alexei Bondarenko (RUS)  | 9.512 | 9.562          | 9.512   | 9.587 | 9.550             | 9.175      | 56.898 |
| Médaille d'argent  | Dimitri Karbanenko (FRA) | 9.475 | 9.462          | 9.050   | 9.625 | 9.425             | 9.475      | 56.512 |
| Médaille de bronze | Alexei Nemov (RUS)       | 9.725 | 9.612          | 9.387   | 9.662 | 9.350             | 8.737      | 56.473 |

### Finales par engins

#### Sol
| Rang               | Gymnaste                   | Total |
| ------------------ | -------------------------- | ----- |
| Médaille d'or      | Alexei Nemov (RUS)         | 9.625 |
| Médaille d'argent  | Ioánnis Melissanídis (GRE) | 9.575 |
| Médaille de bronze | Alexei Bondarenko (RUS)    | 9.500 |

#### Cheval d'arçon
| Rang               | Gymnaste                 | Total |
| ------------------ | ------------------------ | ----- |
| Médaille d'or      | Éric Poujade (FRA)       | 9.687 |
| Médaille d'argent  | Aleksey Bondarenko (RUS) | 9.650 |
| Médaille de bronze | Nikolay Kryukov (RUS)    | 9.625 |

#### Anneaux
| Rang               | Gymnaste                   | Total |
| ------------------ | -------------------------- | ----- |
| Médaille d'or      | Szilveszter Csollany (HUN) | 9.675 |
| Médaille d'argent  | Valeri Belenki (GER)       | 9.600 |
| Médaille de bronze | Dimosthenis Tampakos (GRE) | 9.587 |

#### Saut
| Rang               | Gymnaste                   | Total |
| ------------------ | -------------------------- | ----- |
| Médaille d'or      | Ioánnis Melissanídis (GRE) | 9.556 |
| Médaille d'argent  | Leszek Blanik (POL)        | 9.549 |
| Médaille de bronze | Dieter Rehm (SUI)          | 9.475 |

#### Barres parallèles
| Rang               | Gymnaste                | Total |
| ------------------ | ----------------------- | ----- |
| Médaille d'or      | Alexei Bondarenko (RUS) | 9.525 |
| Médaille d'argent  | Mitja Petkovsek (SVN)   | 9.337 |
| Médaille de bronze | Andreu Vivo (ESP)       | 9.300 |

#### Barre fixe
| Rang               | Gymnaste             | Total |
| ------------------ | -------------------- | ----- |
| Médaille d'or      | Jesús Carballo (ESP) | 9.650 |
| Médaille d'argent  | Jari Mönkkönen (FIN) | 9.537 |
| Médaille de bronze | Dimitri Nonin (GER)  | 9.462 |